# Manfredia passarellii
Manfredia passarellii är en mångfotingart som beskrevs av Christoph D. Schubart 1943. Manfredia passarellii ingår i släktet Manfredia och familjen knöldubbelfotingar. Inga underarter finns listade i Catalogue of Life.